# 파이오니오스

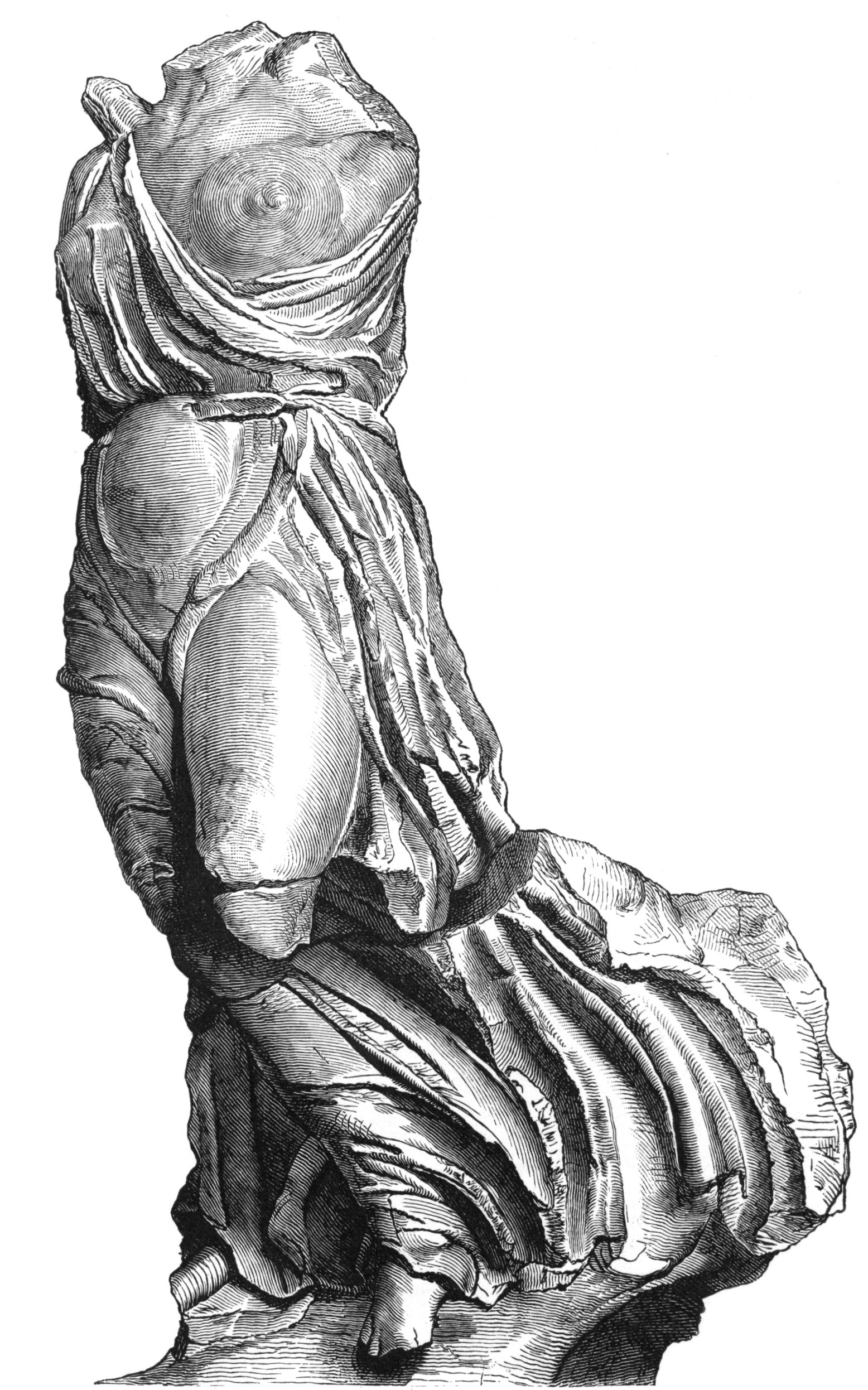
파이오니오스의 《니케상》

파이오니오스(? ~ ?, Paeonius, Paionios)는 기원전 5세기경에 활동한 그리스의 조각가이다. 올림피아에서 발굴된 《니케상》을 만든 조각가로 알려져 있다. 그의 작품에서 볼 수 있는 육체와 의복의 아름다움은 기원전 5세기의 특징이다.